# 马丁·肯普 (艺术史家)
马丁·肯普（英語：Martin John Kemp，1942年3月5日—）是一位英国藝術歷史学家和展览策展人，是列奥纳多·达·芬奇生平和作品研究的权威。